# Mads Fridsch
Mads Fridsch (21. marts 1742 – 1. november 1812) var en dansk rentekammerdeputeret.
Mads Fridsch var søn af rådmand i Ribe Peder Madsen Fridsch (født 1712, død 1787 som borgmester og justitsråd) og Sophie født Frausing (f. 1713 d. 1771), fødtes i Ribe, blev student fra Ribe Latinskole 1759, juridisk kandidat 1765, kopist i danske Kancelli 1771, protokolsekretær i Højesteret samme år, assessor i Hof- og Stadsretten 1775, i Højesteret 1778, deputeret i Rentekammeret 1799, formentlig fordi han havde vist sig som et meget virksomt medlem af den store Landbokommission, og døde 1812.
Justitsråd blev han 1783, etatsråd 1799 og konferensråd 1811.
1793 blev han medlem af Det kongelige danske Selskab for Fædrelandets Historie, og i 1808 var han kortvarigt viceforstander for samme.
Han ægtede 12. januar 1782 Elisabeth Sophie Koefoed (født 12. januar 1765 død 25. oktober 1806), en datter af konferensråd, direktør i Generalpostamtet Hans Hansen Koefoed (født 1720 død 1796) og Christence født Bentsen (født 1729 død 1807).